# Kimberleyhonungsfågel
Kimberleyhonungsfågel (Meliphaga fordiana) är en fågel i familjen honungsfåglar inom ordningen tättingar.

## Utbredning och systematik
Fågeln förekommer i nordvästra Western Australia (sandstensområden i nordvästra Kimberley). Den behandlas som monotypisk, det vill säga att den inte delas in i några underarter.

### Status
IUCN kategoriserar den som livskraftig.